# Lamura
Lamura là một chi bướm đêm thuộc họ Erebidae.

## Hình ảnh

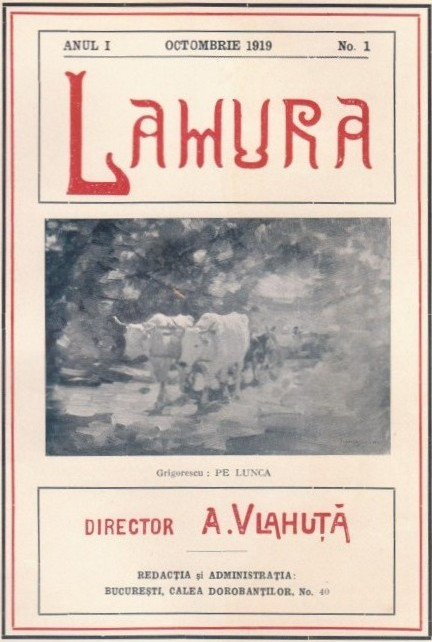